# Чемпіонат Європи з водних видів спорту 1983
Чемпіонат Європи з водних видів спорту 1983, 16-й за ліком, тривав з 22 до 27 серпня 1983 року на Олімпійському плавальному стадіоні в Римі (Італія). Розіграно нагороди з плавання (на довгій воді), стрибків у воду, синхронного плавання (жінки) і водного поло (чоловіки). Уперше в плавальній програмі чемпіонатів Європи відбулися змагання в естафеті 4×200 метрів серед жінок.

## Таблиця медалей
*   Країна-господарка ( Італія)
| Місце               | Країна              | Золото | Срібло | Бронза | Загалом |
| ------------------- | ------------------- | ------ | ------ | ------ | ------- |
| 1                   | НДР                 | 17     | 17     | 5      | 39      |
| 2                   | СРСР                | 9      | 6      | 8      | 23      |
| 3                   | ФРН                 | 4      | 3      | 8      | 15      |
| 4                   | Велика Британія     | 4      | 1      | 2      | 7       |
| 5                   | Італія*             | 2      | 0      | 3      | 5       |
| 6                   | Швеція              | 1      | 1      | 0      | 2       |
| 7                   | Болгарія            | 1      | 0      | 1      | 2       |
| 8                   | Нідерланди          | 0      | 3      | 6      | 9       |
| 9                   | Угорщина            | 0      | 3      | 0      | 3       |
| 10                  | Югославія           | 0      | 2      | 1      | 3       |
| 11                  | Іспанія             | 0      | 1      | 1      | 2       |
| 12                  | Франція             | 0      | 1      | 0      | 1       |
| 13                  | Чехословаччина      | 0      | 0      | 2      | 2       |
| 14                  | Румунія             | 0      | 0      | 1      | 1       |
| Загалом (14 збірні) | Загалом (14 збірні) | 38     | 38     | 38     | 114     |

## Плавання

### Чоловіки
| Дисципліна                      | Золото                                                                          | Золото     | Срібло                                                                | Срібло   | Бронза                                                                              | Бронза   |
| ------------------------------- | ------------------------------------------------------------------------------- | ---------- | --------------------------------------------------------------------- | -------- | ----------------------------------------------------------------------------------- | -------- |
| 100 м вільним стилем            | Пер Юганссон (SWE)                                                              | 50.20      | Єрґ Войте (GDR)                                                       | 50.29    | Сергій Смірягін (URS)                                                               | 50.35    |
| 200 м вільним стилем            | Міхаель Ґрос (FRG)                                                              | 1:47.87 WR | Єрґ Войте (GDR)                                                       | 1:50.18  | Томас Фарнер (FRG)                                                                  | 1:50.92  |
| 400 м вільним стилем            | Володимир Сальников (URS)                                                       | 3:49.80    | Борут Петрич (YUG)                                                    | 3:51.96  | Дар'ян Петрич (YUG)                                                                 | 3:52.60  |
| 1500 м вільним стилем           | Володимир Сальников (URS)                                                       | 15:08.84   | Борут Петрич (YUG)                                                    | 15:14.54 | Штефан Пфайффер (FRG)                                                               | 15:16.85 |
| 100 м на спині                  | Дірк Ріхтер (GDR)                                                               | 56.10      | Володимир Шеметов (URS)                                               | 56.38    | Сергій Заболотнов (URS)                                                             | 56.95    |
| 200 м на спині                  | Сергій Заболотнов (URS)                                                         | 2:01.00    | Шандор Владар (HUN)                                                   | 2:01.61  | Франк Бальтруш (GDR)                                                                | 2:02.46  |
| 100 м брасом                    | Робертас Жулпа (URS)                                                            | 1:03.32    | Адріан Мургаус (GBR)                                                  | 1:03.37  | Ґеральд Меркен (FRG)                                                                | 1:04.16  |
| 200 м брасом                    | Адріан Мургаус (GBR)                                                            | 2:17.49    | Альбан Вермеш (HUN)                                                   | 2:18.27  | Робертас Жулпа (URS)                                                                | 2:18.72  |
| 100 м батерфляєм                | Міхаель Ґрос (FRG)                                                              | 54.00 ER = | Давид Лопес-Суберо (ESP)                                              | 54.77    | Олексій Марковський (URS)                                                           | 54.81    |
| 200 м батерфляєм                | Міхаель Ґрос (FRG)                                                              | 1:57.05 WR | Сергій Фесенко (URS)                                                  | 1:59.74  | Паоло Ревеллі (ITA)                                                                 | 1:59.84  |
| 200 м комплексом                | Джованні Франческі (ITA)                                                        | 2:02.48 ER | Єнс-Петер Берндт (GDR)                                                | 2:02.95  | Йозеф Гладкий (TCH)                                                                 | 2:03.55  |
| 400 м комплексом                | Джованні Франческі (ITA)                                                        | 4:20.41 ER | Єнс-Петер Берндт (GDR)                                                | 4:20.81  | Йозеф Гладкий (TCH)                                                                 | 4:23.52  |
| Естафета 4×100 м вільним стилем | СРСР (URS) Сергій Смірягін Сергій Красюк Володимир Ткаченко Олексій Марковський | 3:20.89 ER | Швеція (SWE) Томас Лейдстрем Пер Юганссон Пер Гольмерц Пелле Вікстрем | 3:22.02  | НДР (GDR) Єрґ Войте Дірк Ріхтер Райнер Штерналь Свен Лодзієвскі                     | 3:23.02  |
| Естафета 4×200 м вільним стилем | ФРН (FRG) Томас Фарнер Александер Шовтка Андреас Шмідт Міхаель Ґрос             | 7:20.40 WR | НДР (GDR) Дірк Ріхтер Єрґ Войте Райнер Штерналь Свен Лодзієвскі       | 7:23.01  | Італія (ITA) Паоло Ревеллі Марчелло Гуардуччі Раффаелле Франческі Фабріціо Рампаццо | 7:26.01  |
| Естафета 4×100 м комплексом     | СРСР (URS) Володимир Шеметов Робертас Жулпа Олексій Марковський Сергій Смірягін | 3:43.99    | ФРН (FRG) Штефан Петер Ґеральд Меркен Міхаель Ґрос Андреас Шмідт      | 3:44.79  | НДР (GDR) Дірк Ріхтер Зіґурд Ганке Андрес Отт Єрґ Войте                             | 3:45.54  |

### Жінки
| Дисципліна                      | Золото                                                            | Золото     | Срібло                                                                                    | Срібло  | Бронза                                                                                  | Бронза  |
| ------------------------------- | ----------------------------------------------------------------- | ---------- | ----------------------------------------------------------------------------------------- | ------- | --------------------------------------------------------------------------------------- | ------- |
| 100 м вільним стилем            | Бірґіт Майнеке (GDR)                                              | 55.18      | Крістін Отто (GDR)                                                                        | 55.52   | Конні ван Бентум (NED)                                                                  | 56.61   |
| 200 м вільним стилем            | Бірґіт Майнеке (GDR)                                              | 1:59.45    | Астрід Штраус (GDR)                                                                       | 2:00.16 | Конні ван Бентум (NED)                                                                  | 2:00.61 |
| 400 м вільним стилем            | Астрід Штраус (GDR)                                               | 4:08.07 ER | Анке Зонненбродт (GDR)                                                                    | 4:10.37 | Ірина Ларічева (URS)                                                                    | 4:12.90 |
| 800 м вільним стилем            | Астрід Штраус (GDR)                                               | 8:32.12    | Анке Зонненбродт (GDR)                                                                    | 8:37.72 | Сара Гардкасл (GBR)                                                                     | 8:40.44 |
| 100 м на спині                  | Іна Клебер (GDR)                                                  | 1:01.79    | Корнелія Зірх (GDR)                                                                       | 1:02.46 | Кармен Буначіу (ROU)                                                                    | 1:03.08 |
| 200 м на спині                  | Корнелія Зірх (GDR)                                               | 2:12.05    | Катрін Ціммерманн (GDR)                                                                   | 2:13.36 | Лариса Горчакова (URS)                                                                  | 2:14.41 |
| 100 м брасом                    | Уте Ґевеніґер (GDR)                                               | 1:08.51 WR | Зільвія Ґераш (GDR)                                                                       | 1:09.62 | Таня Богомилова (BUL)                                                                   | 1:10.77 |
| 200 м брасом                    | Уте Ґевеніґер (GDR)                                               | 2:30.64    | Зільвія Ґераш (GDR)                                                                       | 2:30.67 | Ольга Зеленкова (URS)                                                                   | 2:33.10 |
| 100 м батерфляєм                | Інес Ґайслер (GDR)                                                | 1:00.31    | Корнелія Політ (GDR)                                                                      | 1:00.92 | Чінція Саві Скарпоні (ITA)                                                              | 1:01.37 |
| 200 м батерфляєм                | Корнелія Політ (GDR)                                              | 2:07.82 ER | Інес Ґайслер (GDR)                                                                        | 2:08.09 | Конні ван Бентум (NED)                                                                  | 2:12.87 |
| 200 м комплексом                | Уте Ґевеніґер (GDR)                                               | 2:13.07    | Катлін Норд (GDR)                                                                         | 2:15.55 | Ірина Герасимова (URS)                                                                  | 2:16.72 |
| 400 м комплексом                | Катлін Норд (GDR)                                                 | 4:39.95    | Петра Шнайдер (GDR)                                                                       | 4:40.34 | Петра Ціндлер (FRG)                                                                     | 4:47.90 |
| Естафета 4×100 м вільним стилем | НДР (GDR) Крістін Отто Зузанне Лінк Корнелія Зірх Бірґіт Майнеке  | 3:44.72    | Нідерланди (NED) Аннемарі Верстаппен Вільма ван Вельсен Еллес Воскес Конні ван Бентум     | 3:48.24 | ФРН (FRG) Карін Зайк Зузанне Шустер Іріс Цшерпе Іна Баєрманн                            | 3:49.86 |
| Естафета 4×200 м вільним стилем | НДР (GDR) Крістін Отто Астрід Штраус Корнелія Зірх Бірґіт Майнеке | 8:02.27 WR | ФРН (FRG) Ютта Кальвайт Бірґіт Ковальчик Петра Ціндлер Іна Баєрманн                       | 8:11.69 | Нідерланди (NED) Аннемарі Верстаппен Йоланде ван дер Мер Реггі де Йонг Конні ван Бентум | 8:12.41 |
| Естафета 4×100 м комплексом     | НДР (GDR) Іна Клебер Уте Ґевеніґер Інес Ґайслер Бірґіт Майнеке    | 4:05.79 WR | Нідерланди (NED) Йоланда де Ровер Петра ван Ставерен Аннемарі Верстаппен Конні ван Бентум | 4:12.78 | ФРН (FRG) Свеня Шліхт Уте Гасе Іна Баєрманн Карін Зайк                                  | 4:13.25 |

## Стрибки у воду

### Чоловіки
| Дисципліна    | Золото                 | Золото | Срібло                 | Срібло | Бронза             | Бронза |
| ------------- | ---------------------- | ------ | ---------------------- | ------ | ------------------ | ------ |
| Трамплін, 3 м | Петар Георгієв (BUL)   | 619.80 | Микола Дрожжин (URS)   | 618.87 | Кріс Сноуд (GBR)   | 610.17 |
| Вишка, 10 м   | Давід Амбарцумян (URS) | 605.79 | В'ячеслав Трошин (URS) | 563.31 | Штеффен Гаґе (GDR) | 559.41 |

### Жінки
| Дисципліна    | Золото               | Золото | Срібло                  | Срібло | Бронза               | Бронза |
| ------------- | -------------------- | ------ | ----------------------- | ------ | -------------------- | ------ |
| Трамплін, 3 м | Бріта Бальдус (GDR)  | 494.88 | Тетяна Аляб'єва (URS)   | 493.14 | Дафне Йонґеянс (NED) | 461.10 |
| Вишка, 10 м   | Алла Лобанкіна (URS) | 455.52 | Анжела Стасюлевич (URS) | 448.56 | Рамона Венцель (GDR) | 410.91 |

## Синхронне плавання
| Дисципліна        | Золото | Золото  | Срібло | Срібло  | Бронза | Бронза  |
| ----------------- | --- | ------- | --- | ------- | --- | ------- |
| Соло              | Керолін Вілсон (GBR) | 180.333 | Мюр'єль Ермін (FRA) | 172.767 | Ґудрун Геніш (FRG) | 172.600 |
| Дуети             | Аманда Додд (GBR) Керолін Вілсон (GBR)                                                                                                 | 174.667 | Ґудрун Геніш (FRG) Ґерлінд Шеллер (FRG)                                                                                                  | 168.634 | Катріен Ейкен (NED) Марейке Енґелен (NED)                                                                                         | 168.600 |
| Командна першість | Велика Британія (GBR) Елісон Боулер Аманда Додд Еллісон Ґерретт Керолайн Голмярд Гелен Пейдж Нікола Ширн Філіппа Саттон Керолін Вілсон | 168.342 | Нідерланди (NED) Катріен Ейкен Марейке Енґелен Петрі Енґелс Марйолейн Філіпсен Марґо Сідел Естер Тейсен Юдіт ван де Берґ Аннетте ван Тол | 163.577 | ФРН (FRG) Ґудрун Геніш Кірстен Гольштайн Зільке Гольштайн Анетте Файль Керстін Йоркіш Хрістіне Ланґ Ґерлінд Шеллер Аннетте Шуберт | 159.381 |

## Водне поло

### Чоловіки
| Дисципліна        | Золото | Срібло   | Бронза  |
| ----------------- | ------ | -------- | ------- |
| Командна першість | СРСР   | Угорщина | Іспанія |